# Sheheree (Ardagh) Bog SAC
Sheheree (Ardagh) Bog SAC este o arie protejată (arie specială de conservare — SAC, sit de importanță comunitară — SCI) din Irlanda întinsă pe o suprafață de 16,85 ha, integral pe uscat.

## Localizare
Centrul sitului Sheheree (Ardagh) Bog SAC este situat la coordonatele 52°02′24″N 9°28′52″W / 52.040039°N 9.481025°V.

## Înființare
Situl Sheheree (Ardagh) Bog SAC a fost declarat sit de importanță comunitară în mai 1998 pentru a proteja . Situl a fost protejat și ca arie specială de conservare în februarie 2022.

## Biodiversitate
Situată în ecoregiunea atlantică, aria protejată conține 2 habitate naturale: Turbării active, Mlaștini oligotrofe degradate, capabile încă de regenerare naturală.
La baza desemnării sitului se află un număr nedeclarat de specii protejate:
Pe lângă speciile protejate, pe teritoriul sitului au mai fost identificate 1 specie de plante.